# 上古石器時代

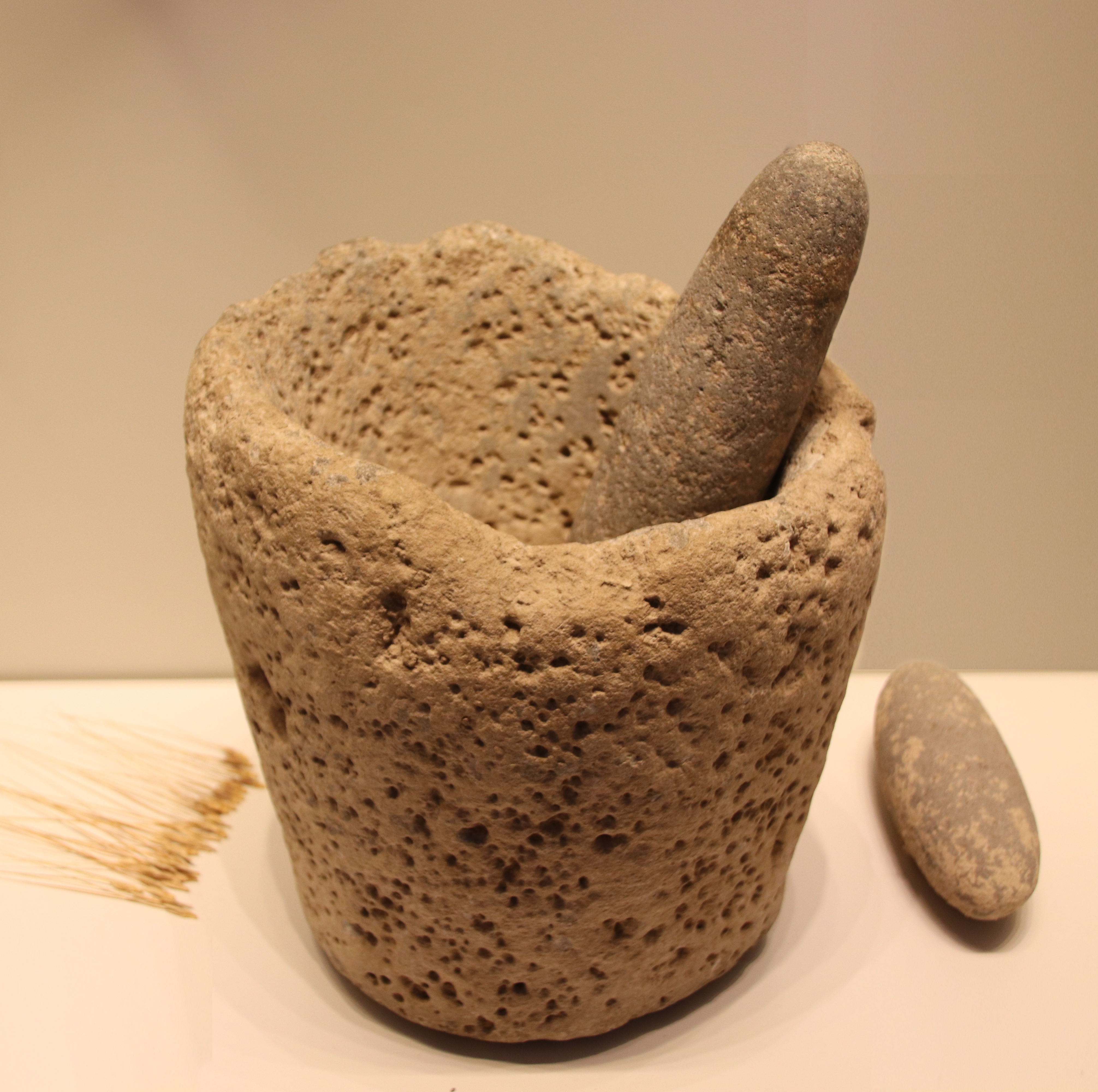
上古石器時代的石臼和杵，

上古石器時代是指旧石器时代晚期和新石器时代之间的一段时期。中石器時代也介于这两个时期之间，不過中石器時代和上古石器時代不同的是，當人們提到這段時期的黎凡特和近东其他地区以及东南欧的部分地区時，會用到上古石器時代；而提到其他地方的這段時期時，一般用的是中石器时代。人們提到黎凡特或近東這段時期時不會用到中石器时代。